# David Fowler
David Herbert Fowler (* 28. April 1937 in Blackburn; † 13. April 2004 in Warwick) war ein britischer Mathematikhistoriker und Mathematiker. Er war Spezialist für antike griechische Mathematik.

## Leben
Er ging nahe Morecambe Bay (Rossall School bei Fleetwood) zur Schule und war als Schüler Elektronikbastler (mit 13 Jahren baute er sich einen eigenen Fernseher). Ab 1955 studierte er Mathematik am Gonville and Caius College der Universität Cambridge. Sein Tutor war dort Christopher Zeeman und ein Kommilitone John Horton Conway. Nach dem Abschluss mit Bestnoten forschte er zwei Jahre zur Analysis in Cambridge und war ab 1961 Lecturer an der University of Manchester. 1967 holte ihn Zeeman an die neu gegründete University of Warwick, wo er die Symposien organisierte und Vorlesungen über Analysis hielt. 1980 wurde er Senior Lecturer und 1990 Reader. Mitte der 1990er Jahre wurde bei ihm ein Gehirntumor diagnostiziert. 2000 ging er in den Ruhestand.
1999 erhielt er einen D.Sc. der University of Warwick.
1972 übersetzte er das Buch zur Katastrophentheorie von René Thom mit seiner französischen Frau Denise ins Englische (Structural stability and morphogenesis).
Seine Beschäftigung mit Mathematikgeschichte begann 1979 (Anlass war eine Rezension eines Buches von Wilbur Richard Knorr). Er vermutete, dass es schon vor Eudoxos von Knidos eine Theorie der Proportionen (und damit irrationaler Größen und in gewisser Weise reeller Zahlen) in der griechischen Mathematik gab, basierend auf dem Euklidischen Algorithmus und angedeutet im Dialog Theaitetos von Platon. Die Theorie von Eudoxos wird im 5. Buch der Elemente von Euklid dargestellt und verdrängte nach Fowler die älteren Theorien völlig. Fowler entwickelte seine Interpretation griechischer Mathematik in einer Reihe von Aufsätzen gipfelnd in dem Buch The Mathematics of Plato´s Academy (wobei er den frühesten Hinweisen voreuklidischer Mathematik in der Schule Platos nachging und auch antike Papyri mit alltäglichen Rechnungen analysierte). Seine Theorie, die der überkommenen Ansicht widersprach, dass die Entdeckung der Inkommensurabilität auf die griechischen Mathematiker einen Schock bewirkt hätte, der sie dazu brachte, sich rein geometrischen Theorien zuzuwenden, war umstritten.
Zu seinen Doktoranden gehört Jeremy Gray. Er veröffentlichte auch mit Eleanor Robson über babylonische Mathematik. Robson war ebenfalls eine Schülerin von Fowler in Warwick, die über ihn zur Mathematikgeschichte kam.
Er war mit Denise Stroh verheiratet, mit der er zwei Kinder hatte. Er spielte Klavier und baute sich ein eigenes Klavier.

## Schriften
- Introducing real analysis, London: Transworld Publishers 1973
- Ratio in early greek mathematics, Bulletin AMS (New Series), Band 1, 1979, S. 807–846, Online
- Book II of Euclid’s Elements and a pre-Eudoxan theory of ratio, Archive for the history of Exact Sciences, Band 22, 1980, S. 5–36, Teil 2 (Sides and Diameters), Band 26, 1982, S. 193–209.
- Anthyphairetic ratio and Eudoxan proportion, Archive for the history of Exact Sciences, Band 24, 1981, S. 69–72.
- A generalization of the golden section, Fibonacci Quarterly, Band 20, 1982, S. 148–152.
- The Mathematics of Plato´s Academy, a new reconstruction, Oxford, Clarendon Press 1987, 2. Auflage 1999
- An invitation to read Book X of Euclid´s Elements, Historia Mathematica, Band 19, 1992, S. 233–264.
- The story of the discovery of incommensurability, revisited, in K. Gavroglu, J. Christianidis, E. Nicoliaidis (Hrsg.): Trends in the Historiography of Science, Boston Studies in the Philosophy of Science, Nr. 151, Kluwer, 1994, S. 221–235.
- Ratio and proportion in early Greek mathematics, in: A.C. Bowen (Hrsg.): Science and Philosophy in Classical Greece, New York, London: Garland, 1992, S. 98–118.
- Inventive Interpretations, Revue d´Histoire des Mathématiques, Band 5, 1999, S. 149–153.